# Gallio (Vicenza)
Gallio is een gemeente in de Italiaanse provincie Vicenza (regio Veneto) en telt 2405 inwoners (31-12-2004). De oppervlakte bedraagt 47,7 km², de bevolkingsdichtheid is 50 inwoners per km².
De volgende frazioni maken deel uit van de gemeente: Stoccareddo, Valvorina.

## Demografie
Gallio telt ongeveer 930 huishoudens. Het aantal inwoners steeg in de periode 1991-2001 met 5,8% volgens cijfers uit de tienjaarlijkse volkstellingen van ISTAT.
| Jaar | Inwoneraantal |
| ---- | ------------- |
| 1991 | 2208          |
| 2001 | 2336          |

## Geografie
De gemeente ligt op ongeveer 1093 m boven zeeniveau.
Gallio grenst aan de volgende gemeenten: Asiago, Enego, Foza.